# سیارک ۲۸۴۹۲
سیارک ۲۸۴۹۲ (به انگلیسی: 28492 Marik، نامگذاری:2000CM59) بیست و هشت هزار و چهارصد و نود و دومین سیارک کشف شده‌است که در ۱ فوریه ۲۰۰۰ کشف شد.